# Hall of Fame Tennis Championships 1983
L'Hall of Fame Tennis Championships 1983 è stato un torneo di tennis giocato sull'erba dell'International Tennis Hall of Fame di Newport negli Stati Uniti. È stata l'8ª edizione del torneo che fa parte del Volvo Grand Prix 1983 e del Virginia Slims World Championship Series 1983. Il torneo maschile si è giocato dal 4 al 10 luglio, quello femminile dall'11 al 18 luglio 1983.

## Campioni

### Singolare maschile
John Fitzgerald ha battuto in finale  Scott Davis con il punteggio di 2–6, 6–1, 6–3

### Doppio maschile
Vijay Amritraj /  John Fitzgerald hanno battuto in finale  Tim Gullikson /  Tom Gullikson con il punteggio di 6–3, 6–4

### Singolare femminile
Alycia Moulton ha battuto in finale  Kim Jones con il punteggio di 6–3, 6–2

### Doppio femminile
Barbara Potter /  Pam Shriver hanno battuto in finale  Barbara Jordan /  Elizabeth Smylie con il punteggio di 6–3, 6–1